# 布里斯本巴士捷運系統
布里斯本巴士捷運系統（英語：Brisbane Metro）是一個已投入的巴士快速交通系統，營運於澳洲布里斯本，將提供班次頻密的巴士服務。系統將使用現有及新建的巴士專用路段，設有兩條路線，來往布里斯本近郊及中心商業區。

## 路線
目前已投入服務之路線為M1及M2，分別取代舊有之111、160路巴士，以及66路巴士。
M1線經由東南巴士道，提供往返市區及南部近郊至八里坪之服務。
M2線則定位為教育、知識及醫療服務之走廊，行經三條巴士道，連接昆士蘭大學及皇家布里斯本及婦女醫院，中途途徑亞歷山卓郡主醫院，以及昆士蘭科技大學。
兩線可於南岸各站及市區轉乘，沿途各站亦可轉搭其他巴士路線、以及鐵路。
兩線提供七日服務，於星期五及六更為24小時運作。投入服務初期，平日班次為五至十五分鐘，待市區阿德萊德街之地下隧道投入服務後，繁忙時間班次可縮短至三分鐘。

## 車輛

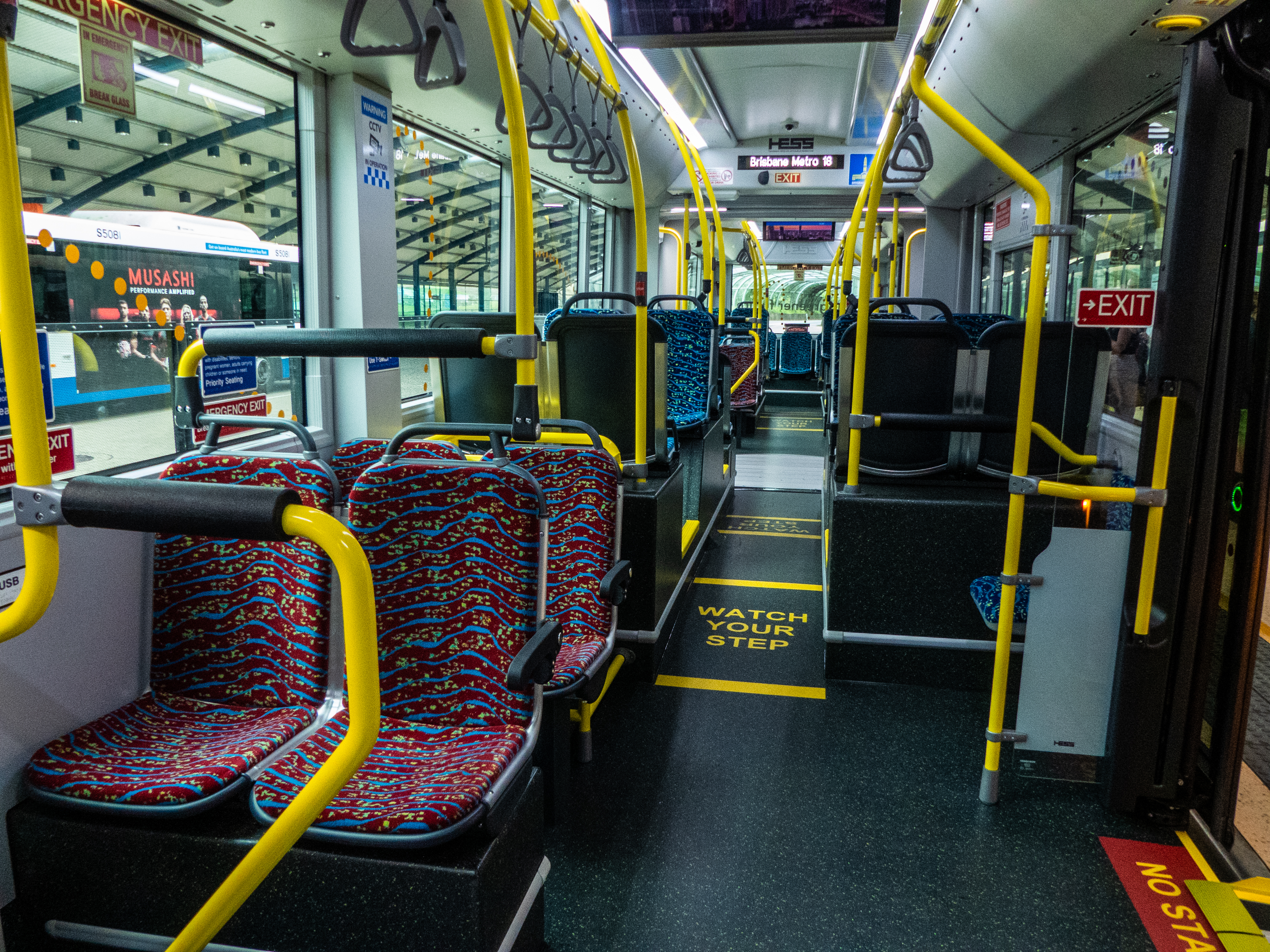
車廂內部

系統使用60輛由瑞士巴士生產商Hess製造之電動雙掛接巴士，每輛巴士可容納150至170位乘客。車長為24.4米，共有三道雙門；車上提供免費Wi-Fi、USB充電、自助輪椅斜台，亦配備到站廣播系統及路線顯示器。

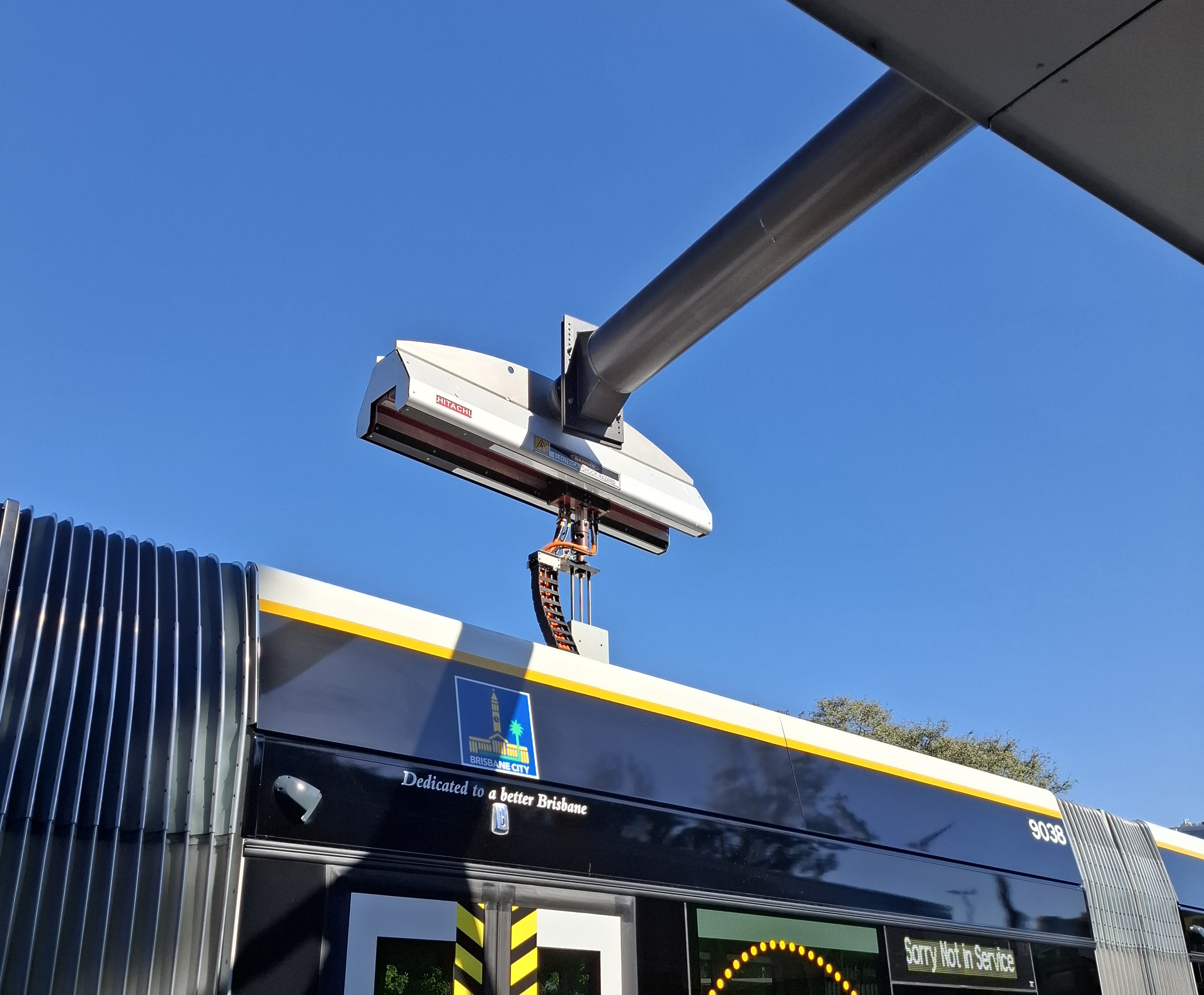
車輛以集電弓充電

車輛以鈦酸鋰電池驅動，可於各路線總站及車廠以集電弓接觸600千瓦電樁充電，充電時間只需少於六分鐘。為節省能源，車廠亦設有60支50千瓦充電樁供離峰及隔夜充電。

## 外部連結
- 官方網站 （页面存档备份，存于）